# William Lewis (3e baron Merthyr)
Pour les articles homonymes, voir William Lewis et Lewis.
William Brereton Couchman Lewis, 3e baron Merthyr, (7 janvier 1901 - 16 avril 1977), est un avocat et homme politique britannique.

## Biographie
Lewis est le fils de Herbert Clark Lewis, 2e baron Merthyr, d'Elizabeth Anna Couchman (décédée en 1925), fille aînée du Major général Richard Short Couchman. Il succède à son père à la baronnie en mars 1932. Il sert pendant la Seconde Guerre mondiale comme major dans le Pembroke Heavy Regiment de l'armée britannique et est prisonnier de guerre à Hong Kong de 1941 à 1945. Après la guerre, Lord Merthyr est président des comités de la Chambre des lords de 1957 à 1965 et vice-président de 1957 à 1974. En 1964, il est admis au Conseil privé. Il est également président et vice-président du Conseil national d'orientation du mariage, de l'Association des magistrats et de l'Association de planification familiale ainsi que trésorier honoraire de la Société nationale pour la prévention de la cruauté envers les enfants et de la Royal Society for the Prevention de cruauté envers les animaux.
Lord Merthyr épouse Violet Meyrick, troisième fille du brigadier-général Frederick Charlton Meyrick, 2e baronnet, en 1932. Il est décédé en avril 1977, à l'âge de 76 ans, et est remplacé par son fils Trevor, qui renonce immédiatement au titre. Lady Merthyr est décédée en février 2003. Le quatrième fils de Lord Merthyr, Robin Lewis, est Lord-lieutenant du Dyfed de 2007 à 2016.